# 공각기동대 신극장판
⟪공각기동대 신극장판⟫(攻殻機動隊 新劇場版)은 시로 마사무네의 동명 만화를 원작으로 하여 노무라 카즈야가 감독한 애니메이션 영화이다. ⟪공각기동대 ARISE⟫의 후속작으로 ⟪공각기동대⟫ 시리즈의 가장 최근 영화이자, 2006년에 ⟪공각기동대 S.A.C. Solid State Society⟫가 발표된 이후 처음으로 개봉한 장편 영화이다. 이 작품은 ⟪ARISE⟫의 에피소드인 ⟪파이러포릭 컬트⟫(Pyrophoric Cult)를 잇는 이야기이며, 모호하게 끝난 전작을 끝맺는다.

## 줄거리
⟪공각기동대 ARISE⟫ 이후의 이야기로, 일본 총리가 암살되는 사건이 발생한다. 이 사건은 "전쟁 이후 가장 큰 사건"으로 불린다. 살인의 진실을 밝히기 위해 쿠사나기 모토코가 이끄는 공안 9과는 사건을 수사한다.

## 프로모션

### Virtual Reality Driver
2015년 9월 14일, 프로덕션 I.G.는 신극장판에 기반한 10분 분량의 가상현실 단편 영화 Virtual Reality Diver를 발표하였다.